# The New Wave
The New Wave è un singolo del gruppo musicale francese Daft Punk, pubblicato l'11 aprile 1994.

## Descrizione
Si tratta della prima pubblicazione realizzata dal duo, che incise una cassetta presentata alla Soma Quality nel 1993. Successivamente il brano è stato ulteriormente modificato e trasformato in Alive, contenuto nell'album di debutto del duo Homework.

## Tracce
Lato A
1. The New Wave (Edit) – 5:17
2. The New Wave (Full Length) – 7:12

- Lato B

1. Assault – 5:46
2. Alive (New Wave Final Mix) – 5:15